# Wik Jongsma

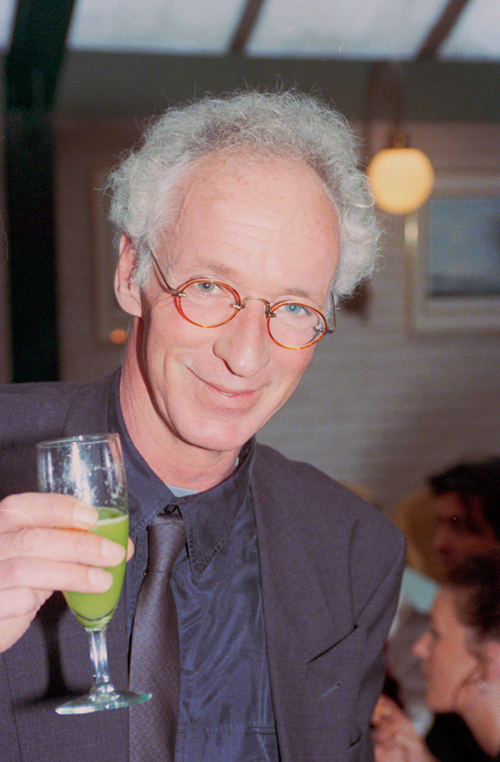
Wik Jongsma im Jahr 1994

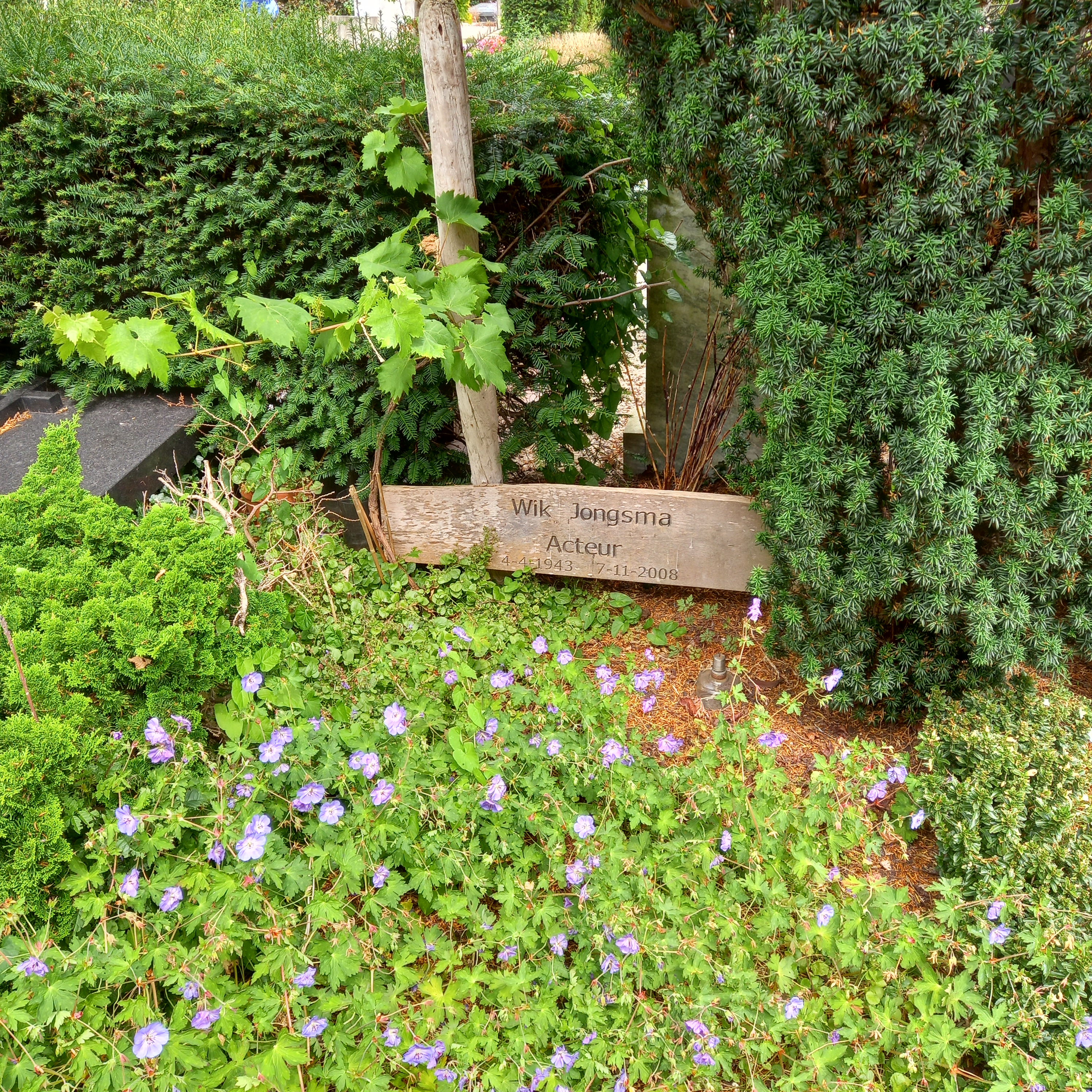
Das Grab von Wik Jongsma auf dem katholischen Friedhof St. Petrus Banden in Den Haag

Wiggert Marten Jongsma (* 4. April 1943 in Amsterdam; † 7. November 2008 in Den Haag) war ein niederländischer Schauspieler.
Einem breiten Publikum wurde er durch die Rolle des Meneer Harmsen in der Seifenoper Goede tijden, slechte tijden bekannt, die er zwischen 1991 und 2006 verkörperte.

## Leben
Jongsma studierte von 1967 an der Theaterschule in Arnheim. Zwischen 1967 und 1989 war er während mehrerer Spielzeiten Mitglied des Ensembles von Theater te Arnhem. Daneben arbeitete am RO Theater, am Nieuw Rotterdams Toneel, am Publiekstheater und führte eine eigene Bühnengesellschaft Thema Theater. In Den Haag war er unter der Regie von Arda Brokmann als Gajew in Tschechows Der Kirschgarten zu sehen. Am Literair Theater Branoul spielte er unter Gees Linnebank in Liefde's Schijnbewegingen von Remco Campert. Für die Stiftung De Valse Spiegel inszenierte er Harold Pinters Stück Ein leichter Schmerz. 
2006 wurde bei ihm Prostatakrebs diagnostiziert. Am 7. November 2008 erlag er im Alter von 65 Jahren den Folgen seiner Erkrankung.